# 西西弗斯

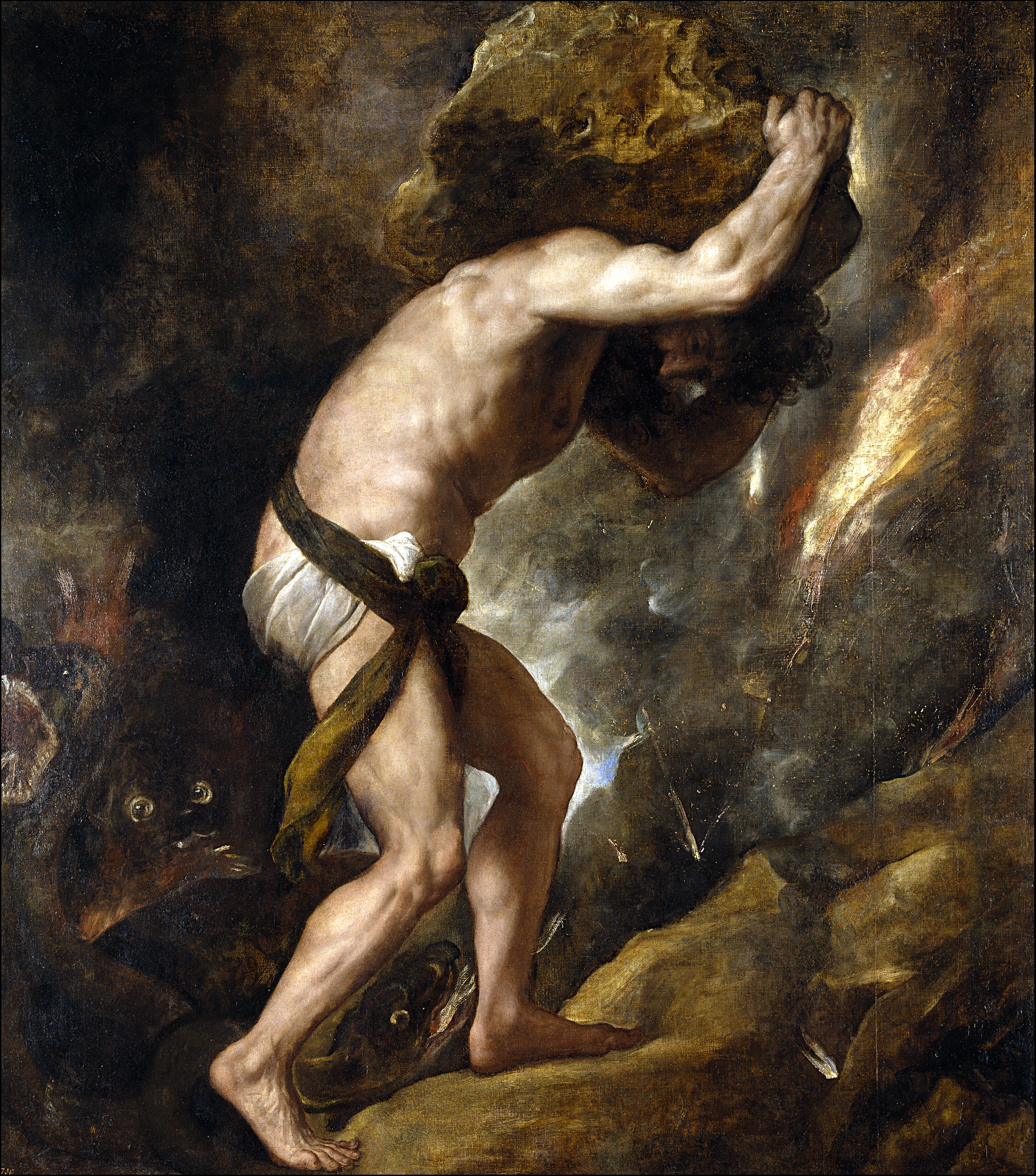
《薛西弗斯》，提香（1548年－1549年），馬德里普拉多博物館

西西弗斯（希臘語：Σίσυφος；又譯西緒弗斯、薛西弗斯、西西佛斯等），是希腊神话中一位被惩罚的人。他受罚的方式是：必须将一块巨石推上山顶，而每次到达山顶后巨石又滚回山下，如此永无止境地重复下去。在西方语境中，形容词“西西弗斯式的”（英語：sisyphean）形容“永无尽头而又徒劳无功的任务”。

## 神话
西西弗斯是埃俄利亞（位於小亞細亞，臨愛琴海東岸）國王埃俄羅斯之子，也是科林斯城的创建者，该城古代又叫艾菲拉（Ephyra）。
西西弗斯以其狡猾机智闻名，他的机智令他囤积了大量财富。当他感到死神桑纳托斯差不多来时，他就蒙骗桑纳托斯戴上手铐，结果地上再没有人进入冥界，人们停止对冥王黑帝斯进行献祭，宙斯命战神阿瑞斯去西西弗斯那里释放桑纳托斯，桑纳托斯立即摄走西西弗斯的灵魂，西西弗斯临死前叫妻子不要对黑帝斯作献祭，黑帝斯及冥后泊瑟芬等不到献祭，西西弗斯就希望黑帝斯放自己回人间，叫妻子作献祭后再回来，然而西西弗斯并没有依约回到冥界，这激怒了黑帝斯，黑帝斯再派桑纳托斯去摄走西西弗斯的灵魂。
由于西西弗斯太狡猾，他被判要将大石推上陡峭的高山，每次他用尽全力，大石快要到顶时，石头就会从其手中滑脱，又得重新推回去，做著无止境的劳动。

## 流行文化
- 香港獨立樂隊My Little Airport受此神話故事啟發創作單曲《西西弗斯之歌》，並收錄於其專輯《香港是個大商場》中。
- 2009年影片《恐怖游轮》（Triangle）中提到了西西弗斯受惩罚的故事，提示了该片的主题。
- 2015年香港樂隊Nowhere Boys的同名專輯中的《推石頭的人》啟發自西西弗斯的故事。[2]
- 2015年臺灣樂團蘇打綠專輯《冬 未了》中的〈未了〉即受此神話故事影響而寫。
- 2018年香港電視劇東方華爾街叶抱一说，指很多玩金融的都是西西弗斯。
- 2019年熊仔（豹子膽）專輯《夢想成真》，整張專輯以薛西弗斯的概念貫通，聽者反覆的播放專輯象徵著歌者無止境的爬坡。
- 2020年中國樂團Schoolgirl Byebye專輯《軟弱》裡的西西弗斯一曲，即受此神話啟發。
- 2022年Netflix電影灰影人(The Grey Man)內也有提及。

## 延伸閱讀
- 加缪的散文《西绪弗斯神话》
- 周国平的文章《幸福的西绪弗斯》
- 韓國電視劇《Sisyphus: the myth》

## 外部連結
- .  (第11版). London. 1911.
- . . 1905.